# Article du Sou

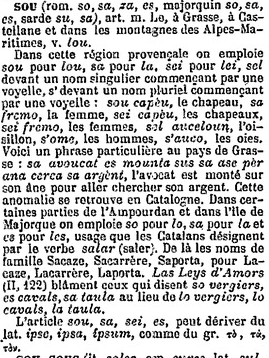
Article "Sou" dans le Trésor du Félibrige de Frédéric Mistral

En linguistique romane, on appelle articles du Sou ou articles salés (en catalan et en occitan : articles salats) les articles définis commençant par S que l'on rencontre dans quelques variétés de l'occitan des Alpes-Maritimes, dans les parlers dits salats (« salés ») du catalan des Îles Baléares ainsi que dans la plupart des dialectes de la langue sarde. Cet article en S cohabite en occitan et en catalan avec l'article défini commençant par L plus commun dans les langues romanes (situation de diglossie), tandis qu'en sarde l'article du Sou s'est imposé jusqu'à évincer les formes en L. 
L'article du Sou est la survivance d'un emploi en latin vulgaire tardif (probablement dès les derniers siècles de l'Empire romain) du pronom IPSE comme article défini avant que l'usage du pronom concurrent ILLE ne l'ait évincé dans cet usage (de ce dernier pronom ILLE sont hérités les articles définis de la plupart des langues romanes : le français le, l'occitan et l'arpitan lo, le catalan et l'espagnol el, l'italien il, l'article-terminaison roumain -l etc.).
Cette dénomination s'est étendue récemment à l'aire linguistique occitane où une telle particularité d'une série d'articles définis commençant par S au lieu de L se rencontre également de façon parcellaire dans une zone comprise entre Grasse et Nice, englobant les arrondissements de Grasse, Castellane, les villes de Puget-Théniers et Levens (territoires dans lesquels l'article se présente généralement sous les formes so, sa au singulier, les formes du pluriels étant plus variables).

## Appellations
Le terme d'article du Sou est, à l'origine, plutôt employé pour parler de ce phénomène au sein de l'aire linguistique occitane, tandis que le terme d'article salé ou salat s'applique plutôt pour le même phénomène dans l'aire linguistique catalane.
Article du Sou est le nom courant donné à cet article défini étonnant dans les parlers occitans des Alpes-Maritimes. Ce surnom vient de ce que so (« le »), prononcé sou, est la forme de cet article au masculin singulier dans ces dialectes. Littéralement, « article du Sou » signifie « article du Le ».
Article salé (en catalan : article salat) est le nom populaire traditionnellement donné dans les Îles Baléares à ce type d'articles définis communs à quelques des variétés locales de catalan. Ainsi « la vie » s'y traduira-t-il par sa vida au lieu de la vida ailleurs, d'où le qualificatif salé par sobriquet pour designer cet article (jouant sur le jeu de mots SA-LA assimilé à salat, soit littéralement « salé »).

## Origine de l'article duSou
Cet article en S, tant en occitan qu'en catalan, s'explique par la survivance dans ces aires linguistique d'un usage très ancien (datant sans doute des derniers siècles de l'Empire romain) du pronom latin IPSE comme article défini avant que l'utilisation, pour ce même usage, du pronom concurrent ILLE ne vînt finalement à s'imposer. De ce dernier pronom ILLE dérivent tous les articles définis des langues romanes, catalan et occitan compris, à l'exception du sarde et de ces quelques parcelles catalanes et occitanes où les articles descendant d'IPSE se sont tant bien que mal conservés.
Le sarde est à ce jour la seule langue romane où l'article du Sou (ou plutôt faudrait-il dire écrire « du Su », d'après la forme qu'y prend cet article défini au masculin singulier) a évincé complètement l'article issu de ILLE.

## En occitan

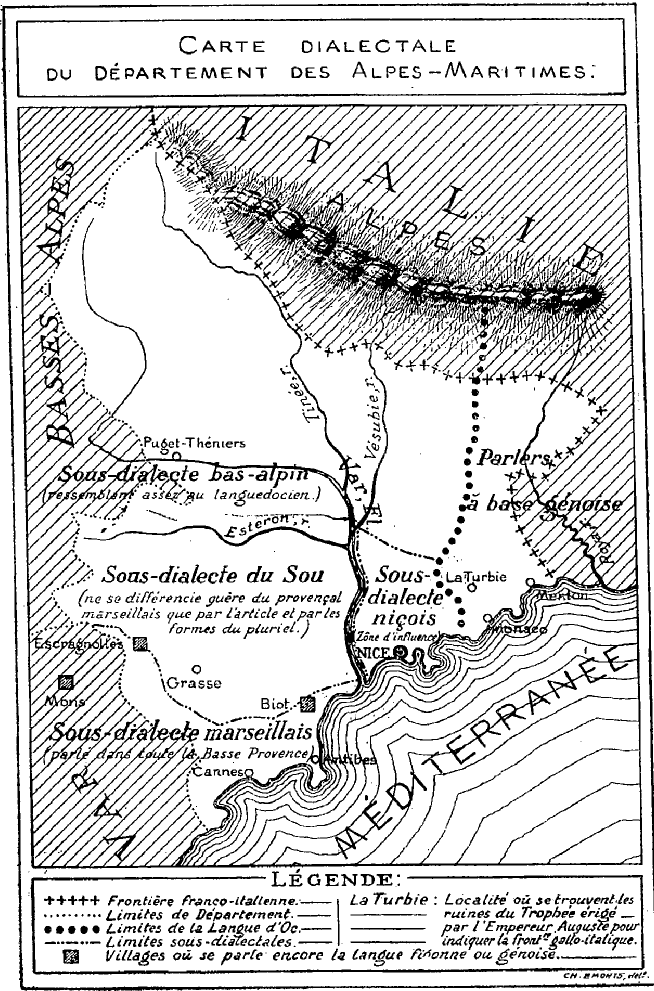
Carte des dialectes provençaux des Alpes-Maritime indiquant la zone où l'article du Sou est employé.

L'article du Sou est aujourd'hui résiduel en occitan : le domaine linguistique occitanophone actuel ne le connaît plus que dans une zone comprise entre les aires dialectales provençale et niçarde, concentrée entre Grasse, Puget-Théniers, Levens, et s'étendant vers Nice sans toutefois que le parler niçard ne la pratique. Néanmoins, il appert que l'article du Sou a connu, par le passé, un usage bien plus étendu en occitan puisqu'on le retrouve de façon sporadique dans la littérature occitane médiévale et postérieure ainsi que dans les noms de familles locaux et la toponymie. On trouve ainsi, en Gascogne, les noms de lieux et de familles suivants : Socasau (so casau : « la cahute »), Sacasa (sa casa : « la maison »), Saporta (sa pòrta : « la porte »).